# Вилхелм IV (Бавария)
Вижте пояснителната страница за други личности с името Вилхелм IV.
Вилхелм ІV (на немски: Wilhelm IV. der Standhafte; * 13 ноември 1493, Мюнхен; † 7 март 1550, Мюнхен) от фамилията Вителсбахи, е херцог на Бавария от 1508 до 1550 г.

## Произход
Той е син на херцог Албрехт IV и Кунигунда Австрийска.

## Управление
Вилхелм управлява първо под опекунството на неговия чичо Волфганг, от 1511 г. самостоятелно с водещ съветник Леонхард фон Ек.
Неговият брат Лудвиг X първо е против неговите решения. На 14 октомври 1514 г. двамата братя се разбират в Ратенберг в Долна Бавария и Лудвиг може да управлява в Ландсхут над една трета от херцогството.
На 23 април 1516 г., Гергьовден, Вилхелм издава така наречения баварски райнхайтсгебот, който определя между другото съдържанието на материалите на бирата. Затова на 23 април от 1994 г. се празнува денят на Немската бира. През 1518 г. издава реформа за земята, а през 1520 г. въвежда първия общ за всички съдебен ред в Бавария.
На 25 май 1521 г. двамата братя издават Вормския едикт в Мюнхен и Ландсхут. Всички последователи на Мартин Лутер са арестувани и изгонени от страната. На 5 март 1522 г. Вилхелм IV обнародва едикт, който осъжда тезите на Лутер, а през 1524 г. забранява печатането, продаването и разпространяването на текстовете му.
Вилхелм е първият от Вителсбахите, който се мести от Алтен Хоф в Нойвесте, първоначалната сграда на Мюнхенската резиденция. Новият му дом е украсен между другото през 1528 г. от Албрехт Алтдорфер с неговата картина Александровата битка.
През 1546 – 1547 г. Вилхелм участва на страната на Карл V в Шмалкалденската война (Schmalkaldischer Krieg), но не успява да стане пфалцски курфюрст.
Той умира през 1550 г. Погребан е във Фрауенкирхе. Наследява го неговият син Албрехт V.

## Семейство и деца
Херцог Вилхелм IV се жени на 5 октомври 1522 г. в Мюнхен за принцеса Мария Якобея фон Баден (1507 – 1580), дъщеря на маркграф Филип I от Баден и съпругата му принцеса Елизабет фон дер Пфалц. Двамата имат четири деца:
- Теодо (1526 – 1534)
- Албрехт V (1528 – 1579) ∞ 1546 ерцхерцогиня Анна Австрийска (1528 – 1590), дъщеря на император Фердинанд I
- Вилхелм (1529 – 1530)
- Мехтхилд (1532 – 1565) ∞ 1557 маркграф Филиберт от Баден (1536 – 1569)

От връзката му с Маргарете Хаузнер фон Щетберг има един син:
- Ритер Георг фон Хегненберг (1509 – 1590)